# Кент, Уильям
Уильям Кент (англ. William Kent; 1685, Бридлингтон — 12 апреля 1748, Лондон) — художник английского классицизма, архитектор-палладианец, рисовальщик, живописец-декоратор и гравёр, садовод, ландшафтный архитектор, один из создателей английского, или так называемого «пейзажного парка». Известен своим сотрудничеством с Ланселотом Брауном и графом Бёрлингтоном, в доме которого на Пикадилли в Лондоне он жил. Уильям Кент — автор виллы Чизик-хаус, пейзажных парков Стоу в Бакингемшире и Рушам-Хаус в Оксфордшире.

## Биография
Уильям Кент родился в Бридлингтоне (восточный Йоркшир), и был крещён 1 января 1686 года. Его родителями были Уильям и Эстер Кант (урождённая Шиммингс). Йоркшир — историческое графство на севере Англии, которое славится архитектурными памятниками древних римлян и викингов, норманнскими замками, средневековыми монастырями и двумя национальными парками.
Карьера Кента началась с работы художника по вывескам, но работодатель побудил его изучать искусство и архитектуру. Группа йоркширских джентльменов отправила Кента на период обучения в Рим, и 22 июля 1709 года он отплыл из Дила и прибыл в Ливорно 15 октября. К 18 ноября он был во Флоренции, оставался там до апреля 1710 года, прежде чем, наконец, отправиться в Рим.
В 1709—1719 годах он учился в Риме у рисовальщика и живописца Бенедетто Лути. В 1713 году был награждён второй медалью второго класса за живопись на ежегодном конкурсе, проводимом Академией Святого Луки. Он также встретил несколько важных покровителей, в том числе Томаса Коука, впоследствии 1-го графа Лестера, с которым он совершил поездку по Северной Италии летом 1714 года — тур, который привёл Кента к восторженной оценке архитектурного стиля дворцов Андреа Палладио в Виченце, и кардинала Пьетро Оттобони в Риме, для которого он, по-видимому, написал несколько картин, хотя никаких подробных письменных свидетельств об этом не сохранилось. Во время своего пребывания в Риме он расписал потолок церкви Сан-Джулиано-деи-Фиамминги (святого Юлиана Фламандского).
Самая важная встреча произошла между Кентом и Ричардом Бойлем, 3-м графом Бёрлингтоном. Кент покинул Рим осенью 1719 года, ненадолго встретился с лордом Бёрлингтоном в Генуе, затем Кент отправился в Париж, где лорд Бёрлингтон позже присоединился к нему в последнем путешествии обратно в Англию. Кент сменил сэра Джеймса Торнхилла при оформлении новых интерьеров в Кенсингтонском дворце в Лондоне; для Бёрлингтона он строил и оформлял интерьеры Чизик-хаус, особенно расписные потолки, и Бёрлингтон-хаус в Лондоне.
Уильям Кент разрабатывал не только планировку садов и зданий, но также и мебель. Столь же внимательно он отнёсся к интерьерам своего главного произведения — дворцового комплекса графа Лестера в Голкгеме в Норфолке. Бёрлингтон был одним из инициаторов движения английского палладианства. Он дал Уильяму Кенту задание составить и отредактировать издание «Проекты Иниго Джонса … с некоторыми дополнительными проектами в палладианском / джонсовском вкусе Бёрлингтона и Кента» (The Designs of Inigo Jones… with some additional designs in the Palladian/Jonesian taste by Burlington and Kent), которые были опубликованы в 1727 году.
Кент успешно применил палладианский стиль к нескольким общественным зданиям в Лондоне, для которых покровительство Бёрлингтона обеспечило ему комиссионные: Королевские конюшни на Чаринг-Кросс (1731—1733; снесены в 1830 г.), здания казначейства, королевского манежа и казарм конногвардейского полка во дворце Уайтхолл (1733—1737).
Кент оформил интерьеры Хоутон-холла в Норфолке (около 1725—1735 гг.), построенного другим палладианцем Колином Кэмпбеллом для сэра Роберта Уолпола (1721—1725). Кент сотрудничал с Томасом Коуком, другим «графом-архитектором», и имел помощника в лице Мэтью Бреттингема. По его эскизам были меблированы лондонские особняки герцога Девонширского и вилла в Раушеме (Оксфордшир). Для принца Уэльского он спроектировал лодку для катаний по Темзе (в экспозиции Гринвичского морского музея).
В конце жизни перестроил Уайтхолл и окрестности резиденции премьер-министра. Скончался 12 апреля 1748 года в звании главного архитектора и первого живописца короля Георга II.

## «Садовый архитектор»
Как ландшафтный архитектор Уильям Кент стал одним из создателей английского «пейзажного стиля», который произвел революцию в планировке садов и английских поместий. Кент отрешился от симметрии и геометрической планировки партеров, господствовавших в регулярных французских садах «на манер Версаля». Его проекты включали сады в Кларемонте и Стоурхеде. Трудами Кента самый грандиозный регулярный парк Англии Стоу в Бакингемшире, был постепенно очищен от геометрических форм и переосмыслен как естественное продолжение окружающего пейзажа. Изначально система пейзажного парка воплощала идею Ж.-Ж. Руссо преклонения перед природой, красотой её естественных пейзажей. В парке Стоу Кент использовал свой итальянский опыт, особенно в строительстве Палладианского моста (1741; в иных источниках автором моста называется Джеймс Гиббс и дата: 1738 год).
В 1727—1736 годах Кент руководил переустройством парка Чизвик на левом берегу Темзы (ныне в черте «Большого Лондона»). Он сооружал в парке «античные руины»: фрагменты порталов, колонн, антаблементы якобы разрушенных древнеримских храмов. В парке был выстроен дом в палладианском стиле, где располагалась художественная коллекция лорда Бёрлингтона.
Кент разрабатывал проекты для сада виллы английского поэта Александра Поупа в Твикнеме, для королевы Кэролайн в Ричмонде, и особенно в Рушам-хаус в Оксфордшире, где он создал ряд декораций в стиле «счастливой Аркадии», перемежающиеся храмами, каскадами, гротами, палладианскими мостами и экседрами. Эта работа Кента послужила примером и нашла продолжение в творчестве «Капабилити Брауна», наиболее знаменитого архитектора «английских парков». «Используя рисунки Кента и естественный рельеф местности, Браун создал в Стоу „пейзажную живопись“, как написал об этом парке А. Поуп».
Единственным недостатком работы Кента было отсутствие у него садоводческих знаний и технических навыков. Тем не менее, «его пейзажный стиль оказался значительным вкладом в историю ландшафтного дизайна» .

## Наследие и критика
Традицию гармонизации архитектуры, оформления интерьеров и мебели с природным ландшафтом продолжили палладианцы нового поколения во главе с Робертом Адамом, который, впрочем, критиковал своего предшественника за «схематичность и тяжеловесность построек». По словам Хораса Уолпола, Кент «был художником, архитектором и отцом современного садоводства. В первом он был ниже посредственности; во втором он был реставратором науки; в последнем — оригиналом и изобретателем искусства, реализующего живопись и улучшающего природу. Магомет придумал Элизиум, Кент создал много больше». Популярность Кента была так велика, что ему поручали создавать эскизы для многих вещей, даже для дамских платьев, в которых он мало что понимал. Эти и другие нелепости навлекли на него сатиру Уильяма Хогарта, который в октябре 1725 года составил бурлеск на творчество Кента.
Помимо архитектуры и планировки парков (слово «дизайн» в специальном значении тогда ещё не употребляли) Уильям Кент занимался живописью. Он писал картины в «итальянизирующем стиле», которые вызывали насмешки многих художников «за их холодный академизм и подражательность». Тем не менее Кента называли «вторым Рафаэлем». Гилпин, Уильям (художник) Уильям Гилпин воспевал творчество Кента в своих стихотворениях, а альбом Кента «Проекты Иниго Джонса …» 1727 года приобрёл значение учебника архитектуры на несколько десятилетий.

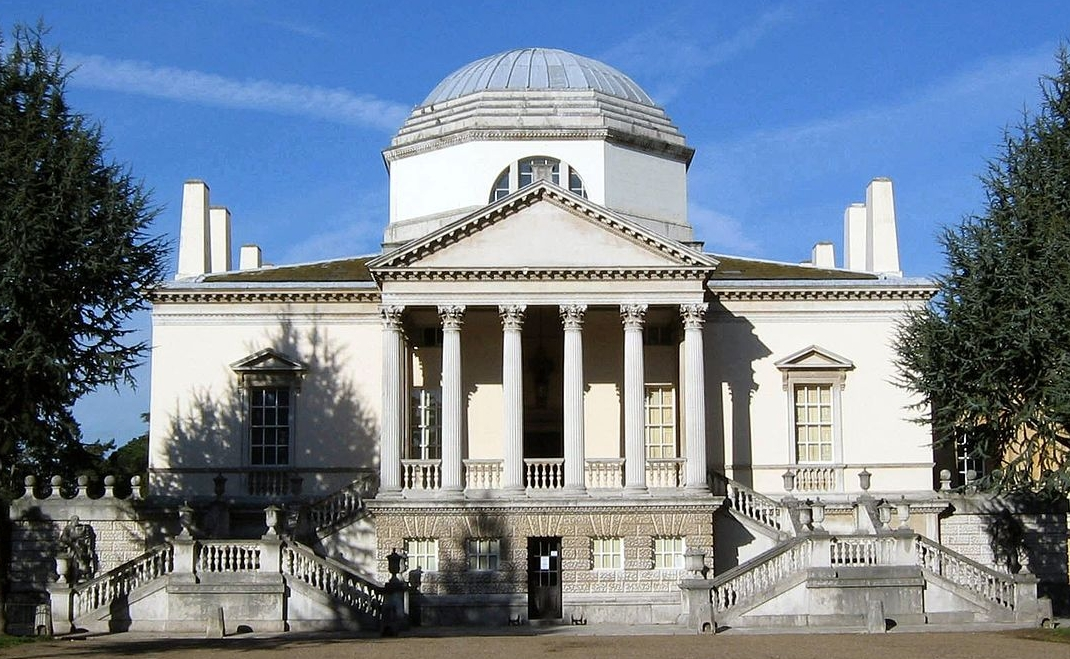
Чизик-хаус. 1726—1729. Архитекторы Лорд Бёрлингтон и У. Кент
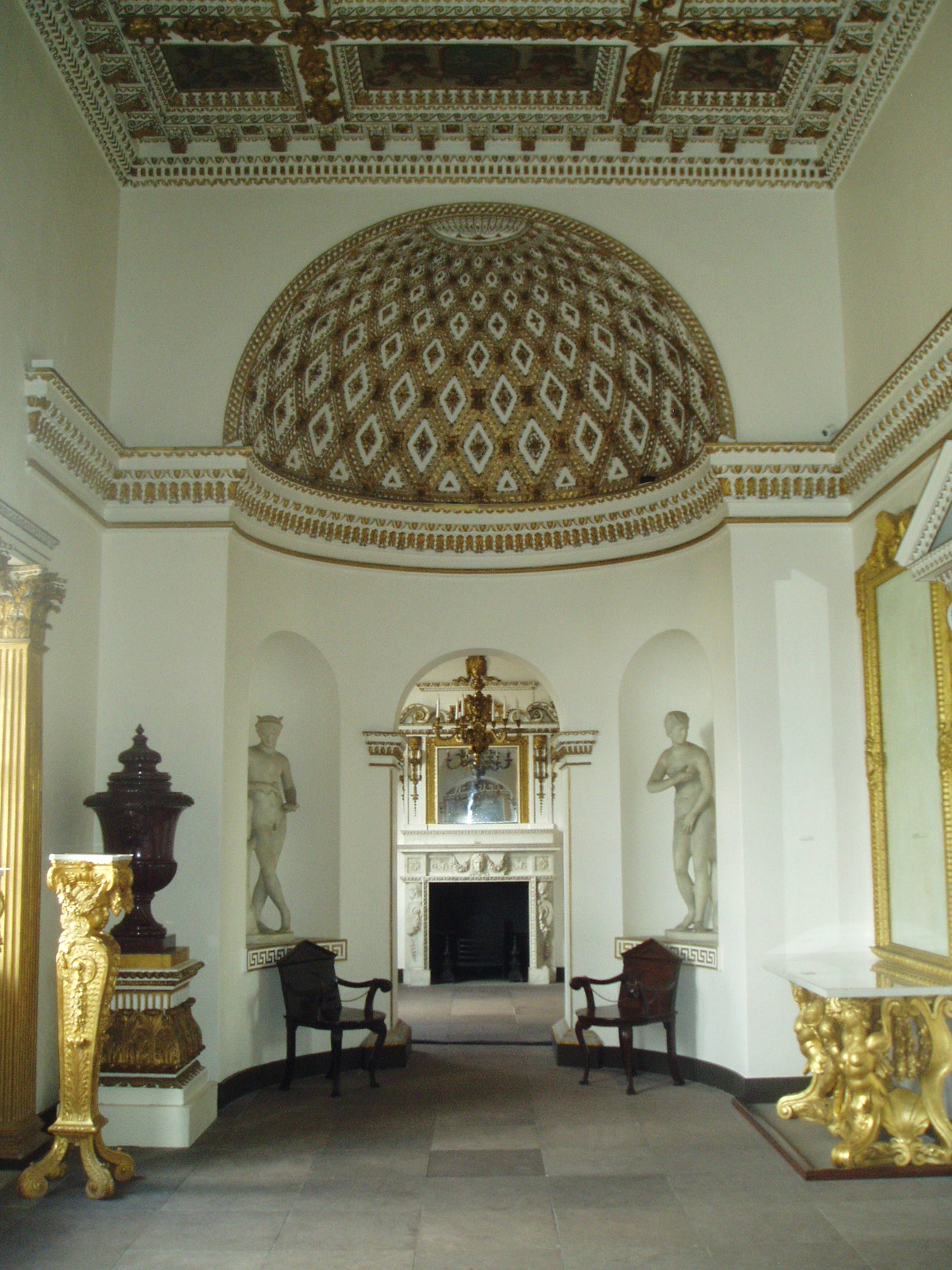
Чизик-хаус. Интерьер апсиды
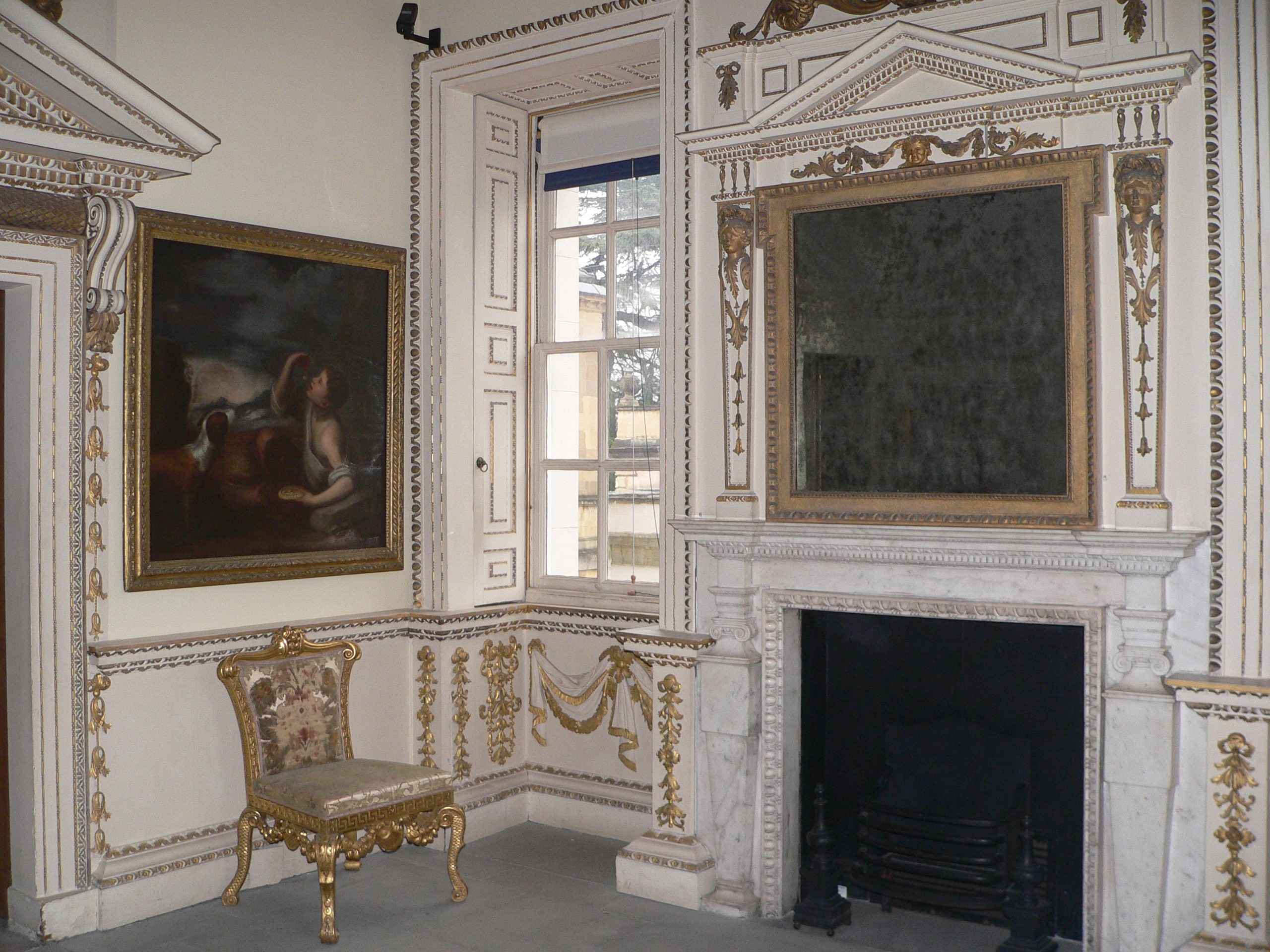
Чизикхаус. Спальня
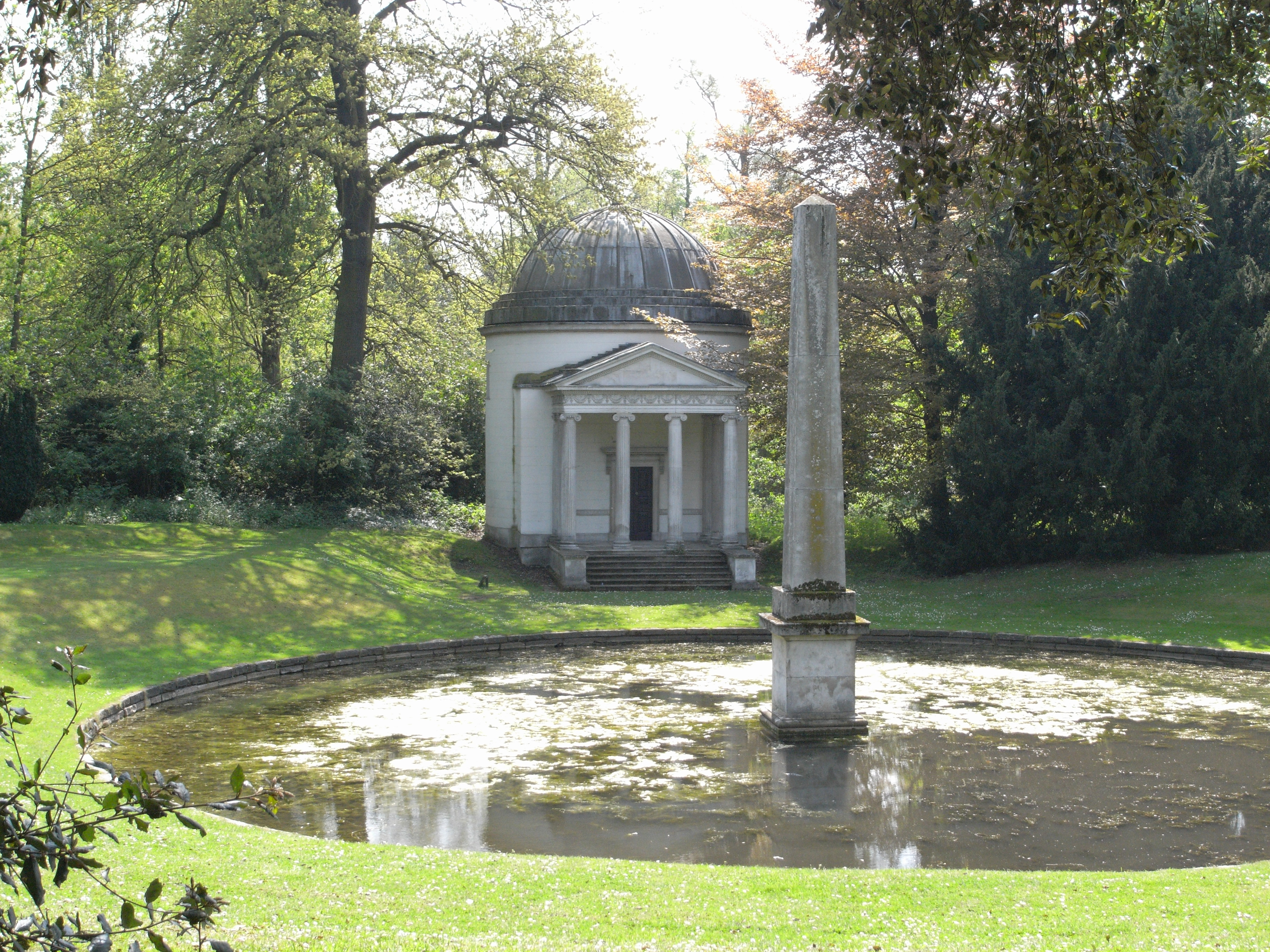
Чизик-хаус парк. «Ионический храм»
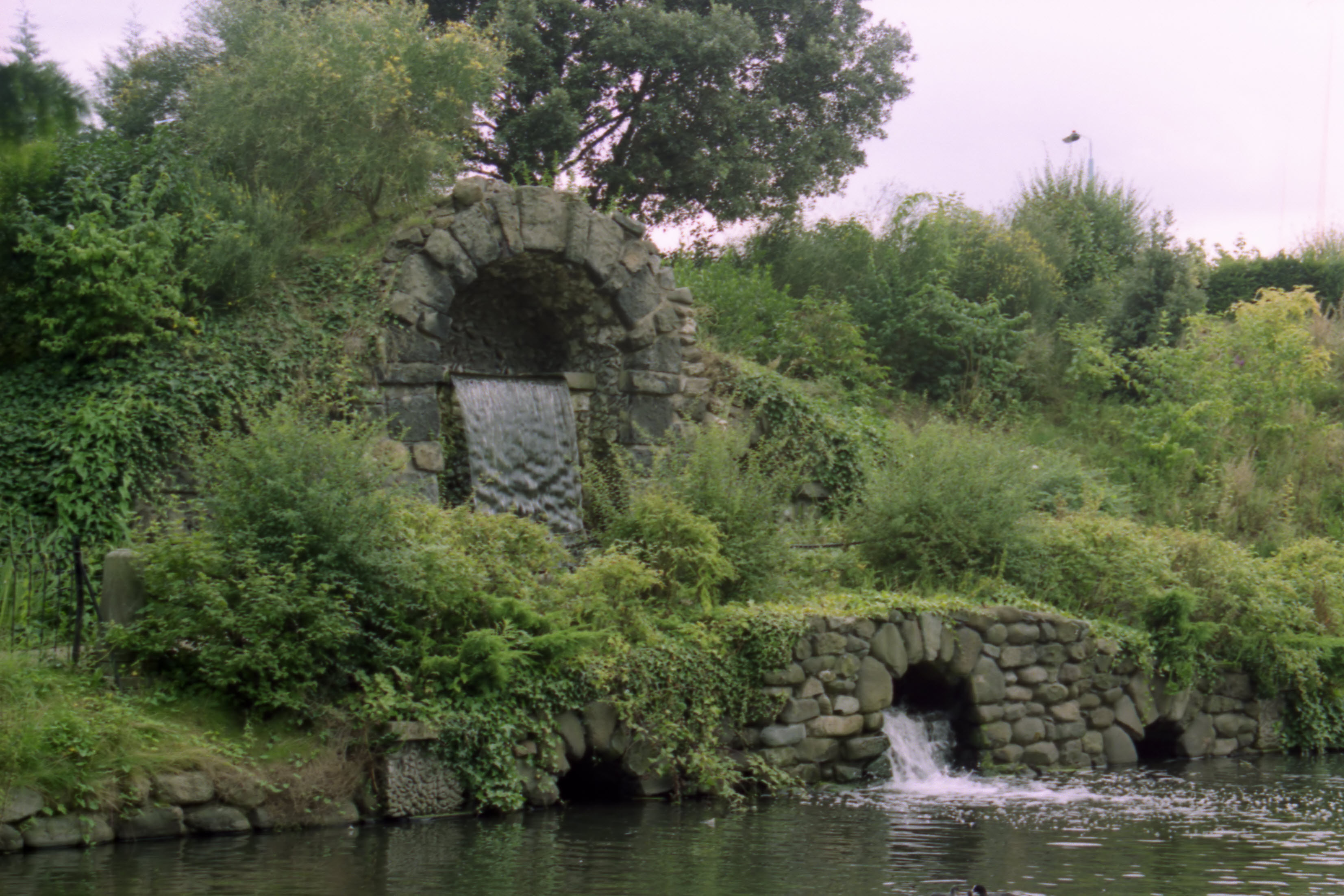
«Каскад» в парке Чизик-хаус
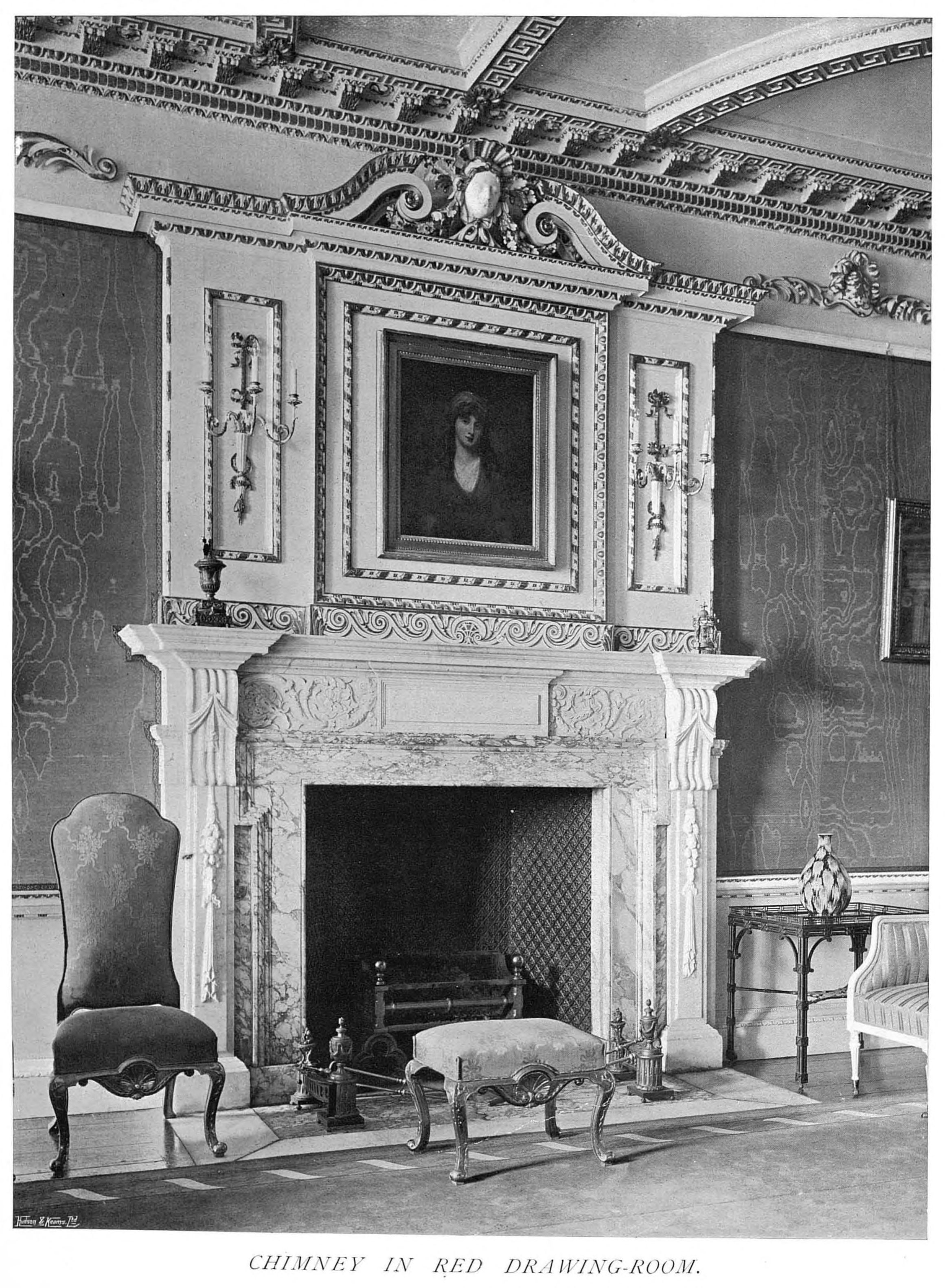
Рейнхем-холл. Камин в гостиной. Ок. 1731 г. Фотография 1909 г.
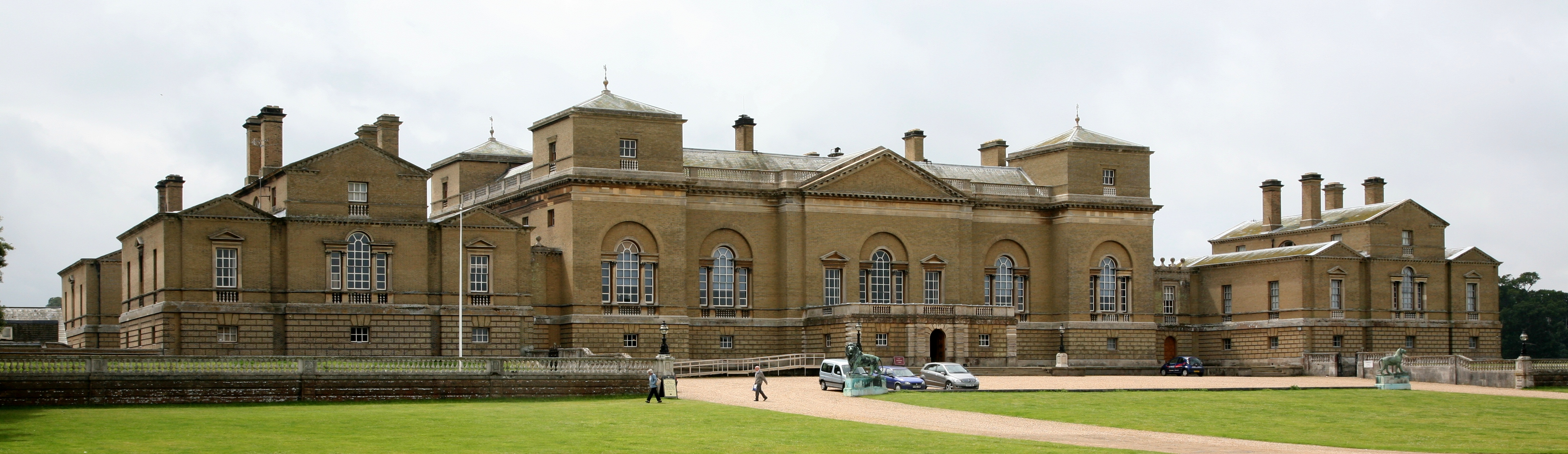
Холкем-холл, Норфолк. 1734–1765. Усадьба Томаса Коука, впоследствии 1-го графа Лестера
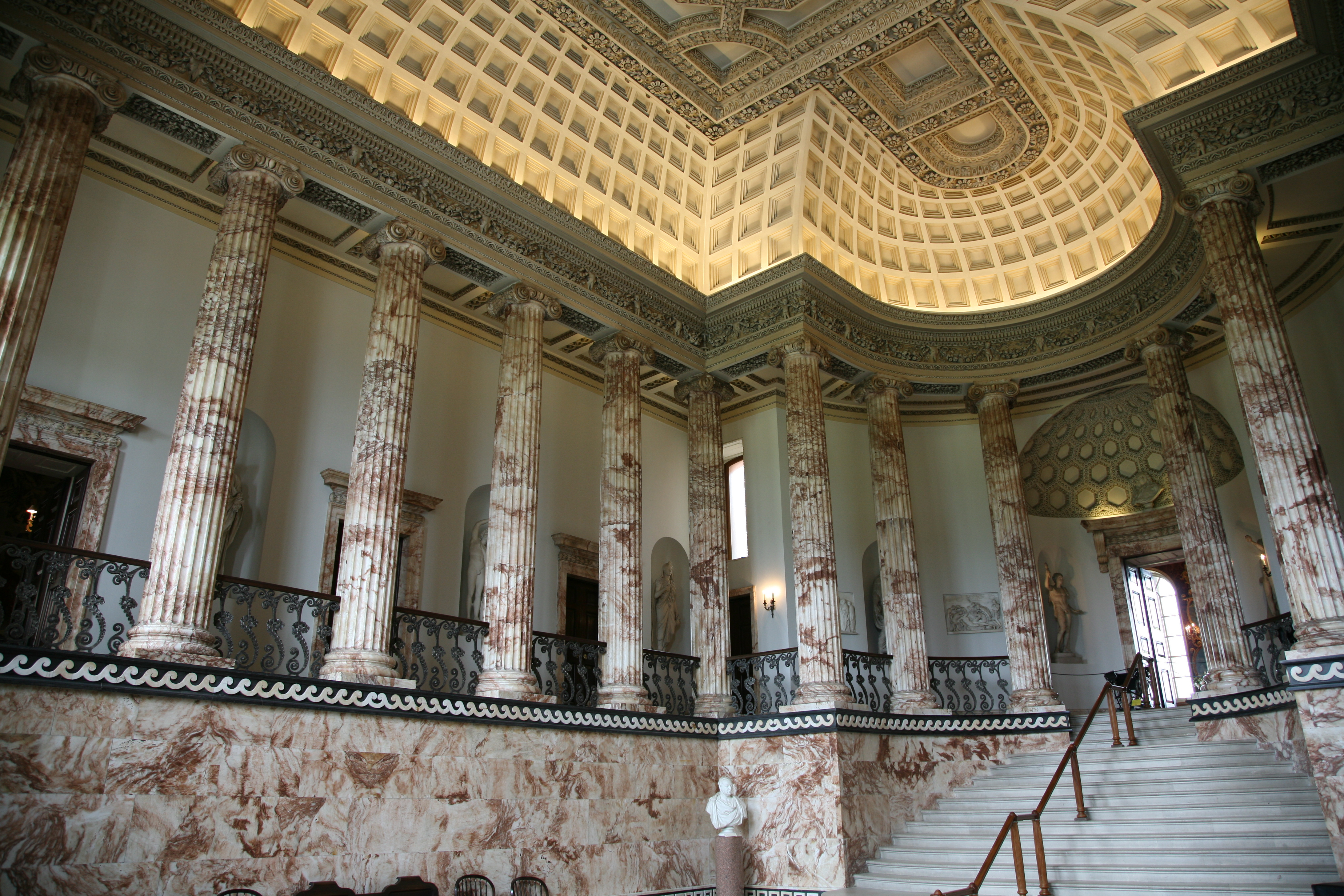
Холкем-холл. Мраморный зал
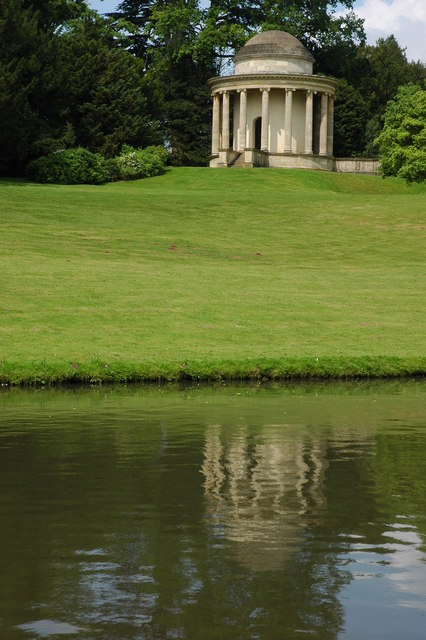
«Храм античной добродетели». Парк Стоу, Бакингемшир
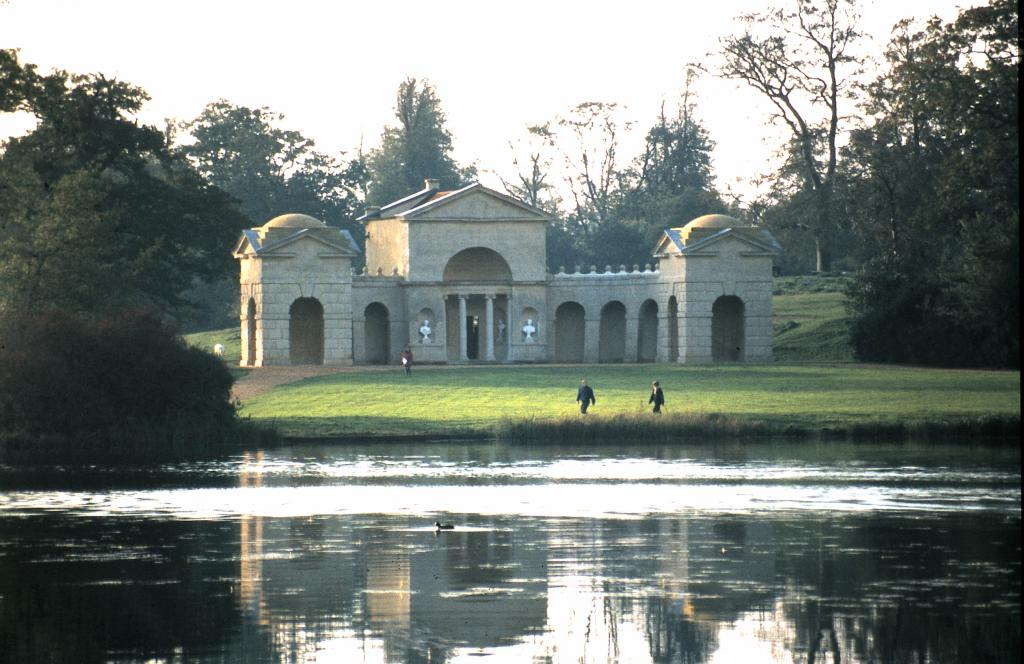
Храм Венеры в парке Стоу
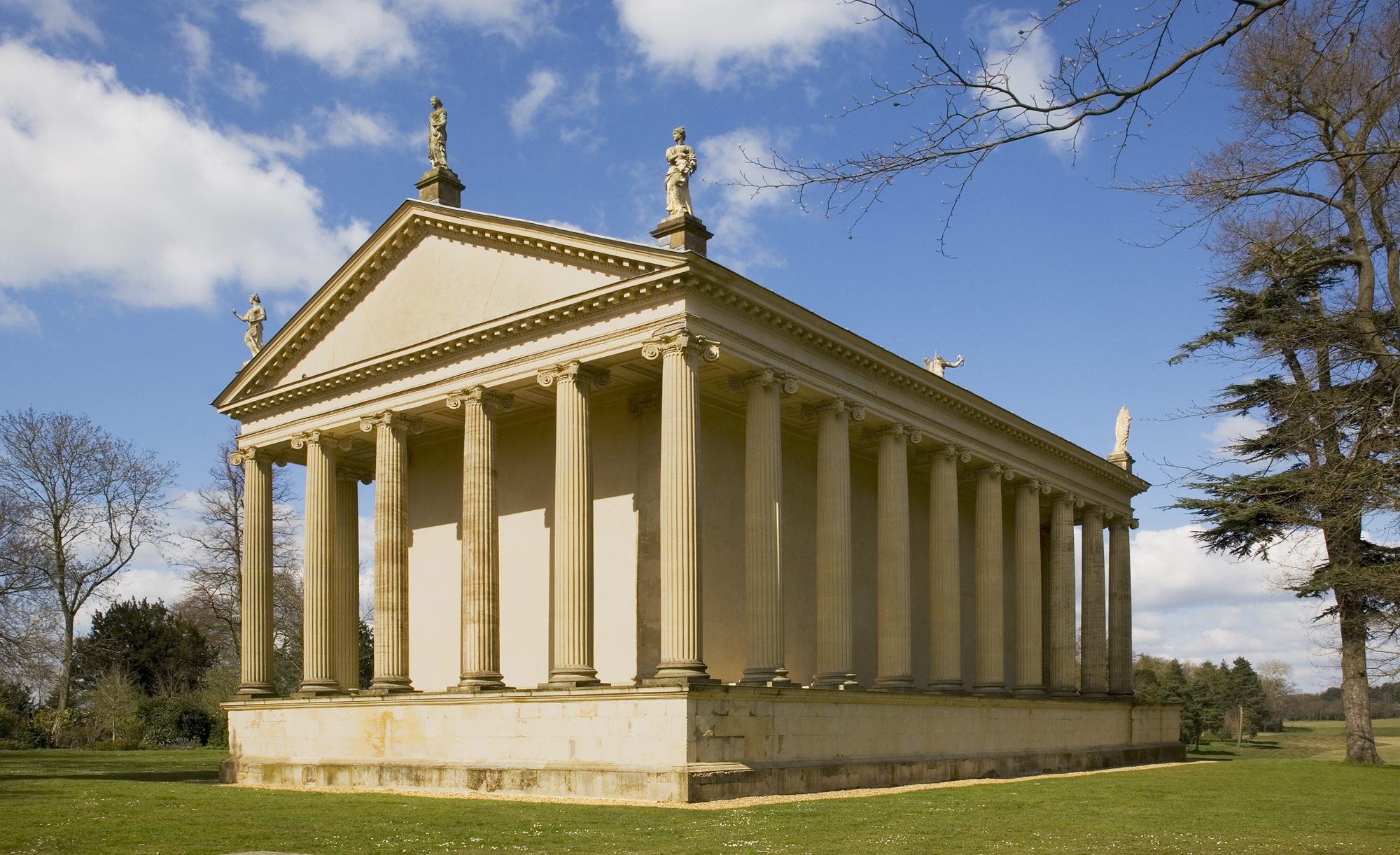
Храм Согласия и Победы в парке Стоу
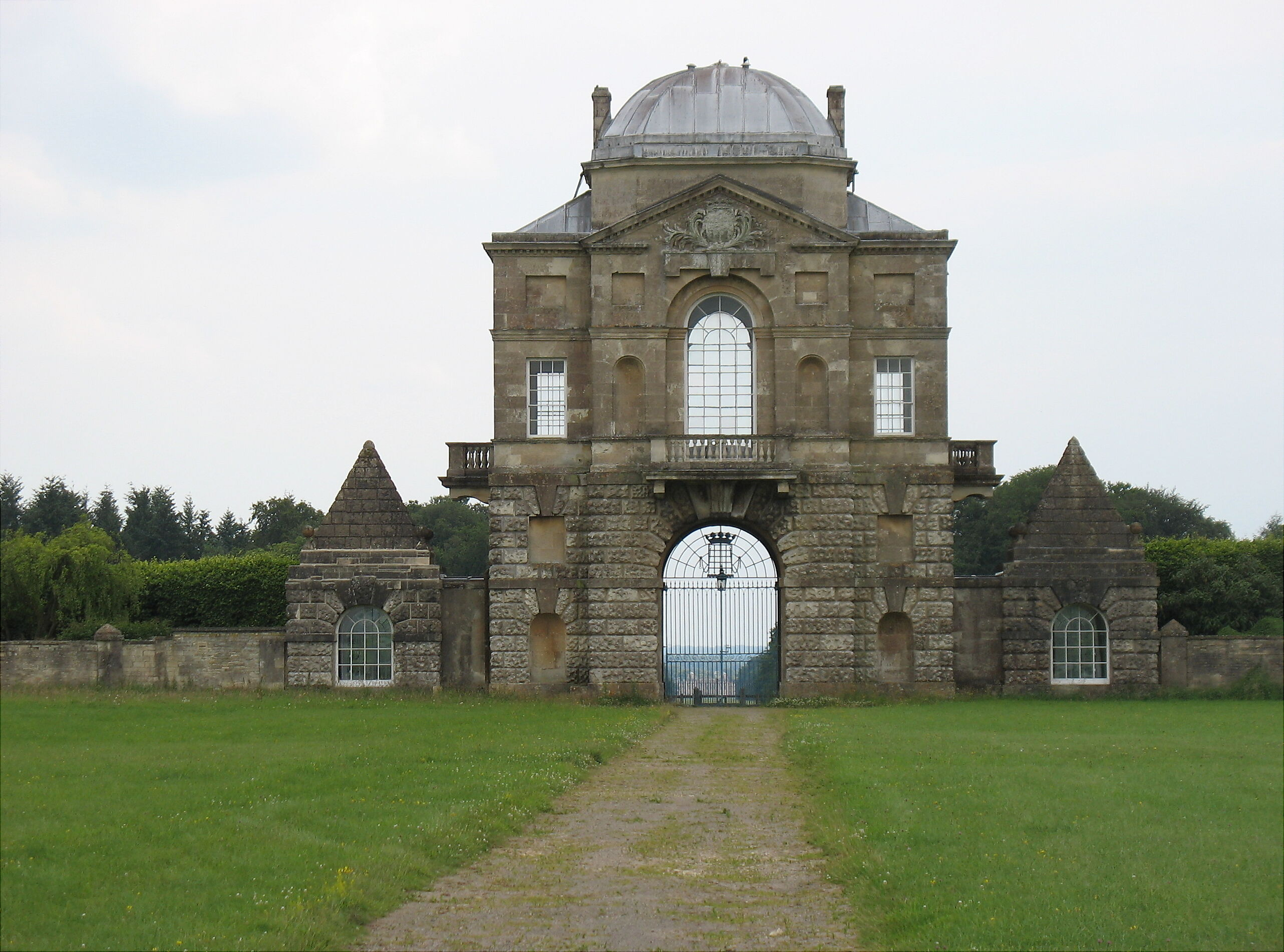
Лоджия Вустера в Бедминтон-хаус. 1746
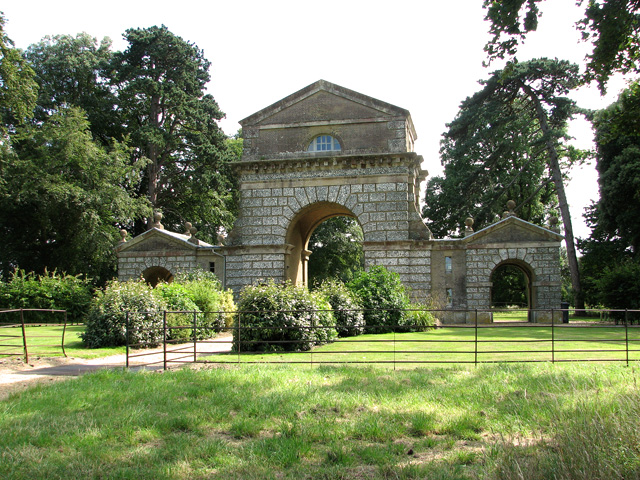
Tриумфальная арка. Холкем-парк